# ایستگاه کودانشیتا
ایستگاه کودانشیتا (به لاتین: Kudanshita Station) یک ایستگاه قطار و ایستگاه مترو در ژاپن است که در چیودا-کو، توکیو واقع شده‌است.